# Ruuhijärvi (sjö i Nastola)
Ruuhijärvi är en sjö i Finland. Den ligger i kommunen Nastola i landskapet Päijänne-Tavastland, i den södra delen av landet, 110 km nordost om huvudstaden Helsingfors. Ruuhijärvi ligger 86 meter över havet. Den är 18,68 meter djup. Arean är 5,73 kvadratkilometer och strandlinjen är 26,46 kilometer lång. Sjön  ingår i Kymmene älvs huvudavrinningsområde.   I omgivningarna runt Ruuhijärvi växer i huvudsak blandskog.
I övrigt finns följande i Ruuhijärvi:
- Kivisaari (en ö)
- Maijansaari (en ö)
- Luhtaansaari (en ö)
- Pyöräs (en ö)
- Mustasaari (en ö)
- Nimetön (en ö)
- Salinsaari (en ö)
- Petäjä (en ö)
- Kirjussaari (en ö)
- Haukkaset (en ö)
- Vaskpaju (en ö)
- Sikanen (en ö)
- Kangassaari (en ö)
- Särkkä (en ö)
- Kotosaari (en ö)
- Matkossaari (en ö)